# Houston Rockets 1977-1978
La stagione 1977-78 degli Houston Rockets fu l'11ª nella NBA per la franchigia.
Gli Houston Rockets arrivarono sesti nella Central Division della Eastern Conference con un record di 28-54, non qualificandosi per i play-off.

## Roster
| N° | Naz.                   | Ruolo | Sportivo         | Anno | Alt. | Peso |
| -- | ---------------------- | ----- | ---------------- | ---- | ---- | ---- |
| 13 | Stati Uniti (bandiera) | AC    | Dwight Jones     | 1952 | 208  | 95   |
| 14 | Stati Uniti (bandiera) | GA    | Mike Newlin      | 1949 | 193  | 91   |
| 15 | Stati Uniti (bandiera) | G     | John Lucas       | 1953 | 191  | 79   |
| 23 | Stati Uniti (bandiera) | G     | Calvin Murphy    | 1948 | 175  | 75   |
| 24 | Stati Uniti (bandiera) | C     | Moses Malone     | 1955 | 208  | 98   |
| 25 | Stati Uniti (bandiera) | AC    | C.J. Kupec       | 1953 | 198  | 100  |
| 27 | Stati Uniti (bandiera) | AC    | Zaid Abdul-Aziz  | 1946 | 206  | 107  |
| 27 | Stati Uniti (bandiera) | A     | John Johnson     | 1947 | 201  | 91   |
| 30 | Stati Uniti (bandiera) | G     | Phil Bond        | 1954 | 188  | 79   |
| 30 | Stati Uniti (bandiera) | A     | Alonzo Bradley   | 1953 | 198  | 86   |
| 31 | Stati Uniti (bandiera) | G     | Mike Dunleavy    | 1954 | 191  | 82   |
| 32 | Stati Uniti (bandiera) | G     | Rudy White       | 1953 | 188  | 88   |
| 34 | Stati Uniti (bandiera) | AC    | Ron Behagen      | 1951 | 206  | 84   |
| 34 | Stati Uniti (bandiera) | AC    | Robin Jones      | 1954 | 206  | 102  |
| 41 | Stati Uniti (bandiera) | A     | Larry Moffett    | 1954 | 203  | 95   |
| 42 | Stati Uniti (bandiera) | GA    | Ed Ratleff       | 1950 | 198  | 88   |
| 44 | Stati Uniti (bandiera) | AC    | Kevin Kunnert    | 1951 | 213  | 104  |
| 45 | Stati Uniti (bandiera) | A     | Rudy Tomjanovich | 1948 | 203  | 99   |
| 50 | Stati Uniti (bandiera) | GA    | Robert Reid      | 1955 | 203  | 93   |

## Staff tecnico
- Allenatore: Tom Nissalke
- Vice-allenatore: Del Harris